# Forgotten Son
Forgotten Son is de naam van de 85ste aflevering van de sitcom That '70s Show van FOX, uit het vierde seizoen. De aflevering is voor het eerst uitgezonden in Amerika op 21 november 2001, en werd geregisseerd door David Trainer.

## Verhaal
Eric en Red komen terug van hun werk. Red heeft nieuws: Hij mag een reclamefilmpje maken in het magazijn, voor de supermarkt waar hij werkt. Hij heeft een hoofdrol nodig. Eric denkt dat hij de ster van het filmpje wordt, maar Red kiest voor Kelso. Red vindt Eric te prikkelbaar en dun. Eric beklaagt zich bij z'n moeder Kitty. Donna komt binnen en zegt tegen Eric dat ze gaan lunchen. Eric denkt dat hij en Donna gaan lunchen, maar het blijkt dat Kitty en Donna gaan lunchen. Eric ziet dit niet zitten. 
Even later zitten Fez en Hyde in de kelder, wanneer Leo binnenkomt. Hij vertelt dat hij een miljoen dollar heeft geërfd van zijn overleden oom. Hij vertelt dat hij alles voor ze wil kopen en het halve budget gaat uitgeven aan hamburgers en pornobladen. 
Jackie komt bij Eric binnen en vertelt dat ze op Donna heeft zitten wachten. Eric vertelt dat ze met Kitty in de keuken is en ze lopen erheen. Ze zijn een nieuw koekje aan het uitvinden, de DonnaKitty of de Ditty. Jackie vindt het helemaal niet goed. Jackie vraagt waarom ze een nieuwe vriendin nodig heeft, omdat zij er altijd voor haar was. Donna zegt dat dat helemaal niet zo is. Jackie wordt boos en loopt weg. Ze vertelt aan Eric dat vrouwen over mannen praten en dus over hem. 
Eric zit met Jackie, Kelso en Hyde in een That '70s Circle en vertelt ze dat hij helemaal gek wordt van de gedachte dat Donna en Kitty over hem praten. Later gaan Jackie en Eric boos naar Kitty. Eric vertelt haar hoe hij denkt dat het is. In een gedachte wordt er uitgebeeld dat Kitty en Donna naar de naaktfoto's van baby Eric kijken. Als Kitty dit hoort, lacht ze heel hard en loopt ze weg. 
Eric gaat naar Kitty en beginnen een gesprek. Daaruit blijkt dat Kitty haar vriendschap gaat beëindigen met Donna, omdat het Eric niet lekker zit. Eric wordt daar blij van. Kitty gaat praten met Donna en zegt dat het over moet zijn. Donna zegt dat het fijn is om met iemand te praten, nadat haar moeder Midge vertrokken is. Uiteindelijk overtuigt Donna Kitty om toch vrienden te blijven. 
Leo is samen met Hyde en Fez in een kledingwinkel waar ze allerlei kleding kopen. Fez zegt dat hij graag een kakatoe wil. Leo vindt dat hij er zelfs drie moet kopen. Eenmaal thuis aangekomen laat Leo de brief zien die hij gekregen heeft van zijn oom, waarin staat dat hij een miljoen dollar heeft gekregen. De brief is van Ed McMahon, en is dus een reclamefolder. Alle gekochte spullen moeten teruggebracht worden. 
Kelso en Red zijn in het magazijn van de supermarkt. Kelso wil zijn scène op een Travolta-manier doen. Red vindt dit helemaal niks en ontslaat hem. Eric komt aanlopen en wordt aangenomen door Red. Ze maken het filmpje en Red is tevreden. 
Donna en Kitty komen terug van de kledingwinkel en Eric zegt dat hij het toch wel goed vindt dat ze vrienden zijn, omdat Donna ook een moederpersoon nodig heeft. Op één voorwaarde, ze mogen niet praten over Eric of de babyfoto's bekijken.